# Fondente al cioccolato
Il fondente al cioccolato, a volte chiamata in francese fondant au chocolat o solo fondant, è un dolce al cioccolato.

## Storia
L'origine del fondente al cioccolato è controversa. Tra coloro a cui ne è attribuita la paternità vi sono gli chef francesi Michel Bras, che lo avrebbe ideato nel 1981, e Jean-George Fongerichten, che dichiarò di averlo ideato per caso nel 1987 mentre lavorava per il ristorante Lafayette, presso il Drake Hotel di New York. Nonostante ciò, il cioccolatiere Jacques Torres riportò che, sebbene Fongerichten avesse preparato il dolce per la prima volta negli USA, "esisteva già da tempo in Francia". Dagli anni novanta, il dessert è divenuto celebre a New York e si può trovare nei menu di molti ristoranti della città.

## Caratteristiche
Il fondente al cioccolato è una torta dal ripieno morbido e cremoso dalla consistenza simile a un brownie. In una delle sue più celebri varianti, il fondant può essere preparato riempiendolo con della crema ganache; in tal caso, la torta viene messa in forno ad alte temperature affinché lieviti e il suo cuore rimanga fluido.

## Varianti
Le variazioni dei gusti di impasto e ripieno includono frutta varia e persino bevande alcoliche, come il whisky. Una variante è realizzata con le crêpes, nel qual caso consiste di più crêpes impilate l'una sull'altra e separate da un qualche tipo di ripieno come marmellata calda o frutti di bosco.